# 이리퍼블릭
이리퍼블릭(eRepublik)은 2008년 10월 21일 설립된 eRepublik Labs에서 개발된 무료 MMO 웹 게임이며 인터넷을 통해 접속 가능하다. 이 게임은 시민이라 칭해지는 플레이어가 현실을 복제한 세계(새로운 세계라 칭해지는)에서 이웃과의 전쟁을 시작하거나 개인 시민의 국가를 위한 노동, 참전 그리고 투표를 할 수 있는 사회·경제 정책을 입안하는 정치 위에서 시작된다. 이 게임은 Alexis Bonte와 George Lemnaru가 개발하였다. 이리퍼블릭은 Symfony framework를 이용한 PHP로 프로그래밍 되었으며 대다수의 최신 웹 브라우저에서 실행 가능하다. 이리퍼블릭의 사업적 성공으로 인해 많은 유사한 게임들이 나타나게 되었다.

## 자금 모금
이리퍼블릭은 3백 25만 유로의 자금을 4번에 걸쳐 조달하였다.
- Seed - 2007년 2월 - 20만 유로
- Angel - 2008년 6월 - 55만 유로
- Series A - 2009년 6월 - 200만 유로
- Fall - 2012년 7월 - 50만 유로

## 개괄
이리퍼블릭은 플레이어가 다양한 일상 활동에 참여할 수 있는 범 지구적인 MMO 게임이다.
새로운 세계의 시민(플레이어)은 노동자가 될 수 있고, 자신의 사업을 가질 수도 있고, 정당을 조직할 수도 있고 정당의 대표와 국회의원 또는 대통령이 될 수 있고, 신문을 발간할 수도 있으며 실제 국가들의 가상 전투에 참전할 수도 있다.
가입할 때 시민은 자신이 참여하고자 하는 국가를 선택해야 한다. 이러한 국가는 실제 존재하는 국가의 이름이고 대체적으로 실제와 비슷하게 위치해 있다.(다만 전쟁으로 인해 변동이 있을 수 있다.) 시민은 선택한 국가 안의 기업에서 일자리를 찾고 국가를 위한 군인으로서 훈련을 받을 기회가 주어진다. 근로와 훈련은 매일 할 수 있다. “하루에 단지 14분”만 접속해도 되는 점은 이 웹사이트 설계의 포인트들 중 하나이다.
이리퍼블릭의 골드는 새로운 세계에서 쓰이는 가상의 화폐이다. 이는 각국 화폐(미국 달러, 영국 파운드 등)의 기준이 되며 새로운 세계에서 공장을 사는 등의 요소를 구매하는데 쓰이게 된다. 일정 레벨에 도달하거나 메달 획득을 통해 얻을 수 있으며 현실의 돈으로 구매할 수 있다. 많은 유저들은 골드를 사용하게 하는 게임의 변화에 대해 불쾌함을 드러내고 있다.

## 이리퍼블릭 모듈

### 나의 토지
시민은 농장, 광산 공장, 창고와 훈련소와 같은 다양한 건물을 지을 수 있는 일정 구역의 땅을 소유하게 된다. 이러한 건물들은 하루 한번 원자재나 완성품을 생산하여 보관하고 전투에서의 대미지 양을 결정하는 힘을 기를 수 있다. 건물들은 국가화폐나 골드로 지을 수 있으며 업그레이드는 골드로만 가능하다. 예를 들어 레벨 4 공장을 레벨 5 공장으로 업그레이드하는 경우 350골드가 들게 된다. 그리고 300골드는 현실의 돈으로 99.9유로로 구매할 수 있다.
경제 건물(공장, 원자재 건물)의 효율은 국가가 소유하고 있는 천연자원에 의해 결정된다. 10가지 다른 천연자원이 존재하며 각각은 음식과 음식 원자재 혹은 무기와 무기 원자재에 20%씩의 추가적인 생산효율을 더해준다. 같은 천연자원의 중복은 추가적인 보너스가 없으며 실제로 천연자원이 많은 국가가 적은 자원을 보유한 국가보다 이득이 없도록 새로운 시계의 지도가 설계되어 있다.

### 정치 분야
간단히 시민으로서 플레이어는 일정 레벨에 도달하면 정당에 참여할 수 있다. 정당에 참여하게 되면 당 대표직을 위한 선거운동을 할 수 있게 된다. 선거운동이 성공적이어서 정당원에게 투표를 얻어 인정을 받게 되면 당 대표가 되며 국회의원과 대통령 후보를 지명할 수 있게 된다.(국회의원의 경우 상위 5개 정당에 들어야 후보를 지명할 수 있다.)
매달 5일에 대통령 선거가 열리고, 매달 15일에는 당 대표 선거가 열리며 25일에는 국회의원 선거가 열리게 된다. 대통령 선거 전 상위 5개 정당에서는 대선을 위한 후보를 지명하게 되며 이들은 대선에서 국민투표로 대통령이 결정된다. 국회의원 선거는 나머지 선거들보다 더 복잡하다.
상위 5개당의 당 대표는 다른 당의 지역 국회의원 지명자와 경쟁할 지역 국회의원 후보를 다수 지명하게 되며, 그 지역에 살고 있는 사람의 투표에 의해 국회의원 여부가 결정된다. 정당 투표율은 당의 의석 점유율을 결정한다(최소한 4개 지역 이상을 현재 통치하고 있다면 국회의원 의석은 40석). 미국과 같은 큰 나라들은 더욱 많은 의석이 있는데 이는 매 지역 당 그곳에 거주하는 인원수에 상관없이 최소한 한 명의 국회의원 의석을 배정하기 때문이다. 만약 동률이 나오게 되면 이리퍼블릭에서 자동적으로 한 명을 선출하게 된다.

### 전쟁 분야
다른 국가에 전쟁 선포를 하기 위해서 대통령이나 국회의원이 적대 관계 법안을 발의해야 한다. 이 법안이 승인이 난다면 두 국가는 전쟁상태가 되며 대통령에 의하여(또는 미선택시 매 24시간마다 자동적으로) 선택된 각 지역을 공격하게 된다. 전쟁에서 각국 시민은 개별적으로 참전하게 되며 상대는 적대국의 임의의 한 시민과 대전을 벌이게 된다. 전투에서 이기게 되면 영향력을 얻으며 이는 해당 지역에서 국가가 얻은 전체 영향력에 합산되어 이를 통해 해당 전투에서의 승패를 결정하게 된다. 각 전투는 1시간 30분에서 2시간까지 소요되며 8번의 전투에서 승리하여야 영토의 점령 또는 영토의 방어를 성공하게 된다. 전투는 어느 한쪽이 8번의 전투를 승리하기 전까지 계속된다.
전쟁은 이리퍼블릭의 국력에 있어서 잠재적인 필수 요소인데 이는 전쟁의 일원인 시민들을 더 강하게 만들고 더 높은 계급을 획득하게 하여 전투에서 더 많은 대미지를 줄 수 있게 하기 때문이다. 이론적으로 치열한 전투를 겪은 노련한 국가는 전 세계적인 강대국이 될 수 있다.
사실, 무제한적인 골드 구매 상품이 가능해지는 변화는 더 강하고 오래된 플레이어가 그가 가지고 있는 골드로 wellness pack을 구매하여 중간 규모의 국가를 정복할 수 있게 하였다. 새로운 세상에 현존하는 제국들에는 이러한 플레이어가 다수 존재한다.

### 스토리
새로운 세계에서의 플레이는 위의 영역들을 활용하여 목적을 이루고 경제나 정치 등의 영역에서 리더가 되는 것이다.. 시민은 신문을 활용하여 자신을, 기업을, 정당을 혹은 국가를 널리 알릴 수 있다. 국회는 경제 정책을 집행하기 위해 세율을 설정할 수 있다. 성공적인 전쟁을 위해서 국가의 경제는 이를 지탱해야 하고 동기부여가 되어야 할 것이다.

### 다른 특징들
트위터와 같은 곳에 알리기와 같은 기능이 있다. 골드는 현실의 돈으로 무제한적으로 구매할 수 있다. 사회적 상호작용이 중요한 이 게임에서 사이트 밖의 IRC 채널과 포럼의 활용이 활발해지자 게임 개발자는 새로운 채팅 모듈을 만들어 메인 사이트에 있으면서도 사용자들이 그들 자신의 채팅방을 만들고 다른 시민들과 대화할 수 있게 하였다.
그러나 사용자가 만든 포럼과 IRC 채널은 여전히 더욱 인기가 있었고 이에 따라 채팅 모듈은 삭제되었다.

### 커뮤니티
다중 접속 온라인 사회적 게임인 이리퍼블릭은 게임 내 국가에서 플레이어 간의 대화와 커뮤니티의 생성을 장려하고 있다. 플레이어는 국가 IRC 채널과 포럼을 만들고 반군, 정변과 같은 사건 또한 만들어내고 있다.